# Sathodrilus shastae
Sathodrilus shastae är en ringmaskart som beskrevs av Holt 1981. Sathodrilus shastae ingår i släktet Sathodrilus och familjen Cambarincolidae. Inga underarter finns listade i Catalogue of Life.